# Unione Sportiva Dilettantistica Palmese 1914

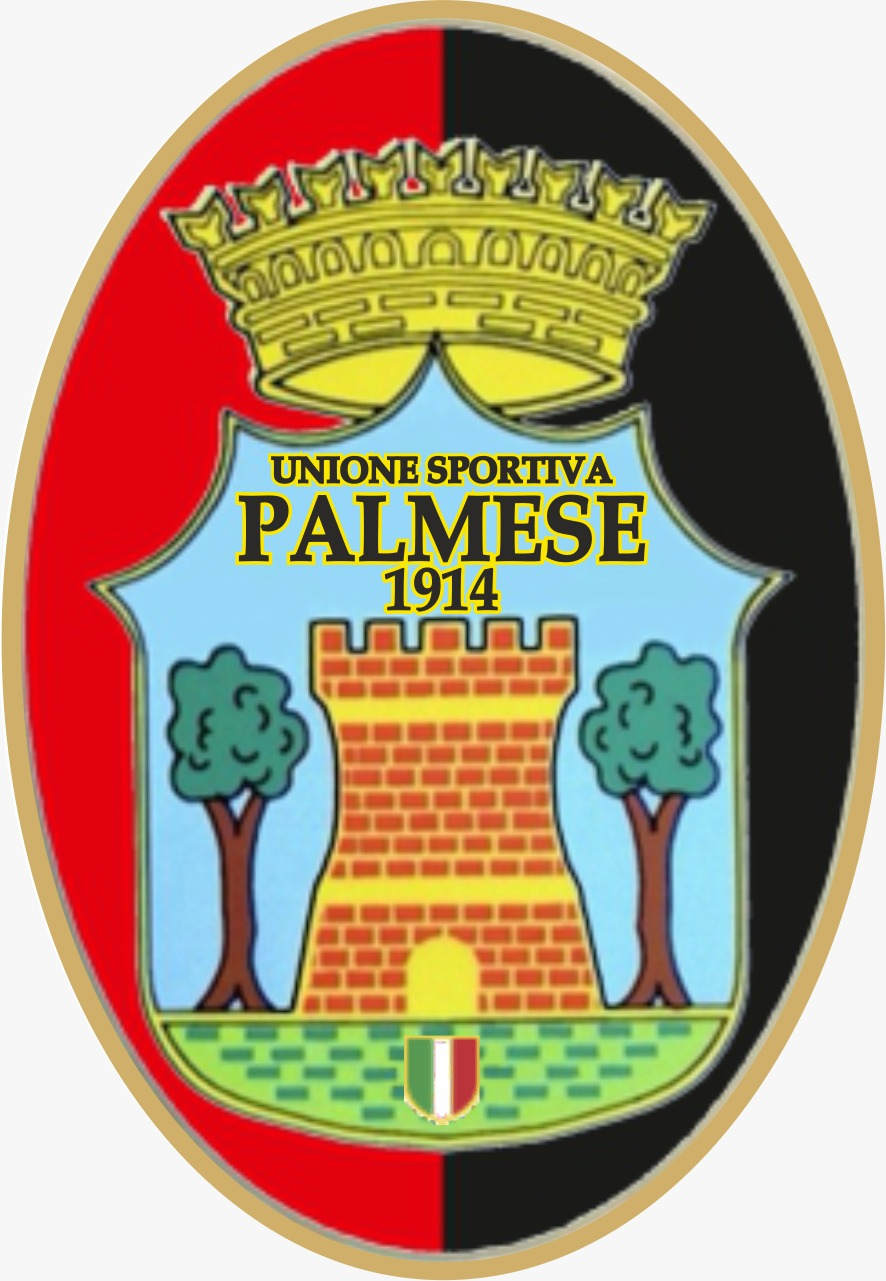
Bouclier de l'Unione.

L'Unione Sportiva Dilettantistica Palmese 1914 est un club de football de Palma Campania en province de Naples.
En 2001, elle remporte le titre national de Serie D.